# Vladimir Leonidovič Durov
Vladimir Leonidovič Durov (rusky Владимир Леонидович Дуров) (7. července 1863, Moskva – 3. srpna 1934, tamtéž) byl ruský a později sovětský krotitel, cirkusový artista a spisovatel, společně se svým bratrem Anatolijem Leonidovičem Durovem (1864–1916) zakladatel cirkusové dynastie Durov.

## Život
Pocházel ze staré šlechtické rodiny. Po ztrátě rodičů byl se svým mladším bratrem vychováván kmotrem, který je připravoval na vojenskou dráhu. Od roku 1873, resp. 1874 proto studovali na vojenském gymnáziu, školu však nedokončili, protože byli oba fascinování cirkusem. Již roku 1880 vstoupil Vladimir do moskevského cirkusového zvěřince Hugo Winklera, kde pracoval jako hlídač zvěře, klaun a akrobat. Později vystupoval v kočovných a provinčních cirkusech jako silák, kouzelník, kupletista a klaun známý svými satirickými výstupy a od roku 1887 v Moskvě již také jako krotitel.
Jako slavný cirkusový umělec koupil v Moskvě dům se zahradou a stájemi a na počátku ledna roku 1912 zde otevřel divadlo (tzv, Уголок Дурова), ve kterém vystupoval se zvířaty (dnes je tam jeho muzeum). První světová válka a následná válka občanská jeho práci přerušily. Roku 1919 bylo divadlo znovu otevřeno, ale již jako státní, a Durov byl jmenován jeho ředitelem.
Durov se věnoval studiu vlivu životního prostředí na zvířata, používání hypnózy v jejich výcviku a přednáškám o jejich psychologii. Studoval díla Ivana Michajloviče Sečenova a Ivana Petroviče Pavlova a svou výcvikovou metodu postavil na podmíněných reflexech, které u zvířat vyvolával pomocí krmení. Stal se tak průkopníkem nenásilné výcvikové školy založené na humánním a laskavém přístupu ke zvířatům. Kromě publikování odborných studií se Durov věnoval rovněž psaní knih pro děti a mládež, ve kterých vypráví s láskou o zvířatech, s nimiž pracoval a která cvičil.
Stal se známým nejen v Sovětském svazu, ale i v zahraničí. Na svých cestách navštívil Německo, Rakousko-Uhersko, Francii, Španělsko a Itálii. Roku 1927 mu byl udělen titul zasloužilého umělce RSFSR. Zemřel roku 1934 a byl pochován na Novoděvičím hřbitově v Moskvě. Po jeho smrti vedli divadlo další členové jeho rodiny.
Roku 1957 vznikl ruský sovětský dokumentární film Артисты цирка (Umělci manéže) režiséra Leonida Kristiho zachycující vrcholné výkony sovětských artistů. Film zahajuje představení Vladimira Durova s jeho slavnou zvířecí železnicí.

## Literární dílo

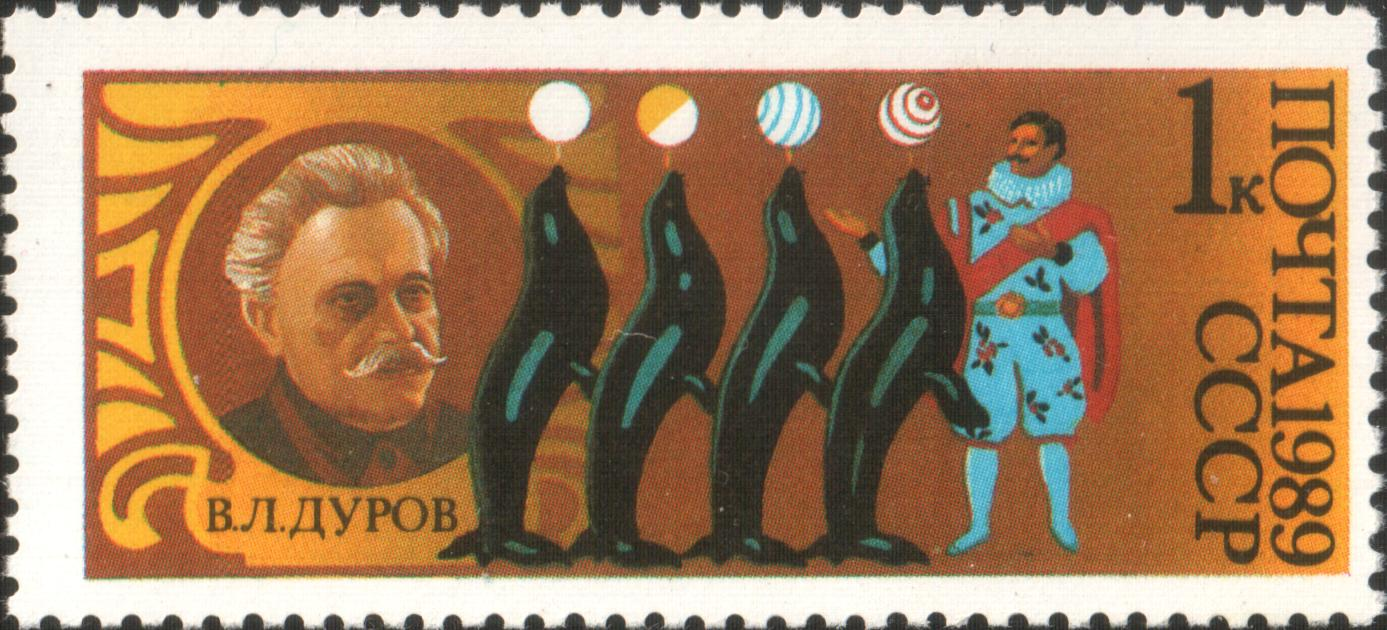
Vladimir Leonidovič Durov na sovětské poštovní známce z roku 1989.

- Дрессировка животных (1924, Výcvik zvířat), odborná publikace.
- Звери дедушки Дурова (1924, Zvířata dědečka Durova), kniha pro mladé čtenáře.
- Мои звери (1927, Má zvířata), veselé i smutné příběhy o zvířatech pro mladé čtenáře, česky jako Jak jsem krotil zvířata. Autor vypráví o svých zkušenostech z práce se zvířaty i o jejich osobitých vlastnostech, ať už je to blecha, slon, krysa, jezevec,pes, liška, lachtan, opice, zajíc, vepřík a další.
- Пернатые артисты (1927, Opeření artisté), česky jako Co dovedou cvičení ptáci.
- Слон Бэби (1929, Slon Baby), povídka pro děti a mládež.
- Научная дрессировка промыслово-охотничьих собак (1933, Vědecký výcvik loveckých psů), odborná publikace.

## Česká vydání
- Jak jsem krotil zvířata, Státní nakladatelství, Praha 1932, přeložili Oleg Vojtíšek a Alois Tvrdek, znovu 1946 a 1949.
- Co dovedou cvičení ptáci, Státní nakladatelství, Praha 1936, přeložili Oleg Vojtíšek a Václav Foch, znovu 1946.
- Jak jsem krotil zvířata, SNDK, Praha 1965, přeložili Oleg Vojtíšek.